# ドロンズ石本
ドロンズ石本（ - いしもと、本名：石本 武士（いしもと たけし）、1973年10月11日 - ）は、日本のお笑いタレント、俳優、実業家。広島県出身。マセキ芸能社所属。いすみ大使（千葉県いすみ市、2015年12月13日委嘱）。

## 人物
広島市立五月が丘中学校を経て広島県立広島工業高等学校卒業。身長175cm、体重115kg、足28.5cm。A型。父は元中国新聞報道記者 の石本利康。
1995年に大島直也とお笑いコンビ「D.R.U.G（ドラック）」を結成。その後、1996年に「ドロンズ」に改名。同年、『進め!電波少年』で「南北アメリカ大陸縦断の旅」に挑戦。そこでスペイン語を習得、後にNHK『スペイン語会話』に出演。
2003年の「ドロンズ」解散後は、芸名を現在のドロンズ石本に改名。芸人として以外に、大食いタレント、リポーター、俳優としても活動している。
ちりとり鍋の店を経営する大島の後を追い、石本も2007年に馬肉専門の店「馬肉屋たけし」をオープン。店にはバイトとして若手芸人を雇っている。大島と石本の店はいずれも恵比寿にあったが、大島はのちに閉店。大島の店で出していたちりとり鍋は石本の店のメニューに加えられている。
2023年2月23日、入籍。

## 出演
ドロンズとしての出演は同項を参照

### バラエティ
- ドロンズ石本の突撃!東京口コミらーめん（TwellV、2016年4月17日 - ）
- 土曜スペシャル 不定期企画『軽トラで行く!激走!港めぐり旅』（テレビ東京、2013年1月19日 - ） 花田虎上と「芸能界軽トラ漁業部」を結成し出演。
- 生活情報マーケット なないろ日和!（テレビ東京）
- 金曜スパイス（日本海テレビ）「山陰とことこ日和!」コーナー出演
- テレビ派（2021年4月 - 、広島テレビ）コーナー「ドロンズ石本 365歩の腹ペコマーチ」リポーター

### テレビドラマ
- DRAMA COMPLEX「伝説の秋田犬 ハチ」（2006年1月10日、日本テレビ）尾形才吉 役
- 月曜ゴールデン「警視庁鑑識課〜南原幹司の鑑定〜1」（2011年3月、TBS）岡島秀樹 役
- 日曜劇場
  - 「南極大陸」（2011年10月 - 12月、TBS）山里万平 役
  - 「この世界の片隅に」（2018年7月 - 9月、TBS） - 浦野十郎 役[10]
- 金曜ナイトドラマ「匿名探偵」（2011年10月9日、テレビ朝日）第5話 曲田康平 役
- 土曜ドラマ「島の先生」（2013年5月 - 6月、NHK）日野良太郎 役
- 月曜ミステリーシアター「ホワイト・ラボ〜警視庁特別科学捜査班〜」（2014年4月28日、TBS）第3話 甲本喜一 役
- 金曜8時のドラマ
  - 「ラスト・ドクター〜監察医アキタの検死報告〜」（2014年8月1日、テレビ東京）第4話 木下 役
  - 「三匹のおっさん2〜正義の味方、ふたたび!!〜」（2015年6月12日、テレビ東京）最終話 竹田正一 役
  - 「警視庁ゼロ係〜生活安全課なんでも相談室〜 SEASON4」（2019年7月26日、テレビ東京） - 植草正行 役
- スニッファー ウクライナの私立探偵（2016年） - 大田原敦 役
- 柴公園（2019年1月 - 3月23日、テレビ神奈川ほか） - さちこパパ 役
- 連続テレビ小説 なつぞら（2019年4月 - 、NHK） - 山根孝雄 役[11]
- 月曜プレミア8「ドラマスペシャル 堂場瞬一サスペンス ラストライン 刑事 岩倉剛」（2020年6月29日、テレビ東京） - 村沢雄 役[12]
- 星降る夜に（2023年1月17日 - 3月14日、テレビ朝日） - 岩田源吾 役[13]
- 褒めるひと褒められるひと（2023年6月12日 - 8月3日、NHK総合） - 京田匠太郎 役[14]
- スーパーのカゴの中身が気になる私（2023年7月23日 - 9月30日、中京テレビ） - 牛久保太一 役[15]
- 花咲舞が黙ってない 第3シリーズ 第6話（2024年5月18日、日本テレビ） - 寿司屋の店主 役[16]
- ブラックペアン シーズン2 第6話（2024年8月18日、TBS） - シェフ 役
- モンスター 第7話（2024年11月25日、関西テレビ・フジテレビ系） - 宮越周 役[17]
- 家政夫のミタゾノ 第7シーズン 第5話（2025年2月11日、テレビ朝日） - 馬場 役[18]
- イグナイト -法の無法者- 第3話（2025年5月2日、TBS） - 二見壮一 役[19]
- 大追跡〜警視庁SSBC強行犯係〜 第4話（2025年7月30日、テレビ朝日） - 大槻吾郎 役[20]

### ラジオ
- メロータッチ（FM茶苗（チャッピー）77.7MHz）毎週金曜23:59～

### 映画
- 劇場版 ミューズの鏡〜マイプリティドール〜（2012年9月29日公開）
- ハッピーランディング（2015年6月6日公開）眞田謙吾 役
- 柴公園（2019年6月14日公開） - さちこパパ 役[21]
- 劇場版 おいしい給食 Final Battle（2020年3月6日公開） - 磐田 役
- ゾン100〜ゾンビになるまでにしたい100のこと〜（2023年8月3日公開、Netflix） - バスの運転手 役
- やがて海になる（2025年10月24日公開予定）[22][23]

### 過去
- いきなり!黄金伝説。（テレビ朝日）
- 元祖!でぶや（テレビ東京、不定期）
- TVチャンピオン（テレビ東京）
- 超豪華!史上最強!ものまねバトル大賞（日本テレビ）
- スペイン語会話（2006年4月-2008年3月、NHK教育）
- テレビでスペイン語（2008年4月-2009年3月、2009年度下期、NHK教育）
- アメトーーク（テレビ朝日）
- 静岡○ごとワイド（静岡第一テレビ、不定期にロケ企画出演）
- さんま&SMAP!美女と野獣のクリスマススペシャル'11（2011年12月25日、日本テレビ）
- イチから住 〜前略、移住しました〜（テレビ朝日、2015年6月21日 - 9月20日）
- カンムリ（RCCテレビ）
  - 石本猟友会 幻のキジ編（2018年3月2日・9日）
  - 北海道の旅 北の国から（2019年2月22日・3月1日・3月8日・3月15日・3月22日）
  - 石本猟友会 巨大どじょう編「オロチ」捕獲大作戦（2019年10月11日・18日・25日・11月1日）

### 舞台
- 桃色書店へようこそ （2010年4月10日 - 18日、池袋シアターグリーン ビックツリーシアター） - 山田くん役
- SmokeCompany vol.1「夏の終わりに」（2011年9月4日、笹塚ファクトリー）日替わりゲスト
- 広島ホームテレビ開局50周年記念 舞台 恋とか愛とか（仮）4 広島公演（2019年6日 - 2月9日、会場：広島YMCA国際文化ホール）
- かまいたちの夜 〜THE LIVE〜（2024年6月20日 - 23日、シアター1010 / 6月28日 - 30日、COOL JAPAN PARK OSAKA TTホール）[24]
- あなたに会えてよかった（2025年5月2日 - 7日、三越劇場 / 5月10日・11日、COOL JAPAN PARK OSAKA TTホール）[25]

### ゲーム
- 龍が如く6 命の詩。（2016年12月8日、PS4） - 松永孝明 役[26]
- 龍が如く8（2024年1月26日） - 松永孝明 役

## 連載
- 日刊ゲンダイ「ドロンズ石本のラーメン旅」毎週水曜更新[27]